# ムーシャン
ムーシャン （Mouchamps）は、フランス、ペイ・ド・ラ・ロワール地域圏、ヴァンデ県のコミューン。

## 由来
ラテン語のmollis campoがMol-Champとなり、その後Mouchampsとなった。

## 歴史
岩の断崖に腰かけたムーシャンは、プティ・レ川を見下ろしている。
有史以前から人が存在していたことは、ラ・ヴェリーと呼ばれる地区から火打石や磨かれた石斧が見つかっているため証明されている。
古い教区教会は16世紀に廃墟となって打ち捨てられ、現在は完全に消えうせた。12世紀に建てられた城の付属礼拝堂が、現在教区教会として使われている。城が要塞であった頃、パルク＝スービーズ家、リュジニャン家、パルトネー家、その後ロアン家が封土とした。ムーシャン領民の一部から同意を得られ、16世紀に領主の信仰の場には新教徒のコミュニティーの存在があった。数軒の古い住宅はルネサンス様式の要素を保存しており、町や村に点在して、16世紀後半から17世紀初頭まで町が経済の全盛期にあったことを示している。
19世紀後半から20世紀初頭にかけてのブルジョワ階級の邸宅は、当時経済や町の政治を支配した階級であったことを表している。この新しい世紀に、ムーシャンはおよそ2700人の人口がある田舎町で、250の農場があった。1960年代に町には多くの企業が設立された。

## 人口統計
| 1962年 | 1968年 | 1975年 | 1982年 | 1990年 | 1999年 | 2008年 | 2013年 |
| ------ | ------ | ------ | ------ | ------ | ------ | ------ | ------ |
| 2554   | 2434   | 2235   | 2293   | 2398   | 2443   | 2580   | 2821   |

参照元:1962年から1999年までは複数コミューンに住所登録をする者の重複分を除いたもの。それ以降は当該コミューンの人口統計によるもの。1999年までEHESS/Cassini、2004年以降INSEE。

## 史跡
- パルク・スービーズ城 - パルトネー＝ラルシェヴェック家の本拠地として建設。その後婚姻によりロアン家に継承された。1794年1月、城の庭で地獄部隊が女性と子ども、老人からなる200人を虐殺して火を放った。亡命から帰国したロアン＝シャボ伯爵は悲劇の記憶をとどめるため城を保存することにした。現在は廃墟である。

## ゆかりの人物
- カトリーヌ・ド・パルトネー（fr） - ロアン子爵ルネ2世の妻。随筆家、詩人。ユグノー貴族。パルク・スービーズ城で生まれた。夫とともに数学者フランソワ・ビエトの援護者だった。

### ノート
1. ↑  Réélu en 2008 et 2014.